# Татиане

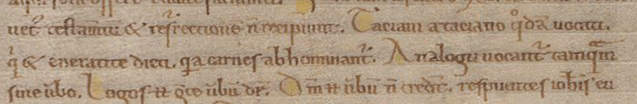
Исидор Севильский в книге Этимологии о татианах. Лист 213r Гигантского кодекса. Рукопись XIII век, Национальная библиотека Швеции

Татиа́не, или татиа́ны (др.-греч. τατιανοί; лат. tatiani; ст.‑слав. татиꙗне) — христианское течение II века, названное по имени основателя их учения — Татиана.
Епифаний Кипрский считает, что предшественником Татиана был Севир — основатель севириан. Евсевий Кесарийский, Феодорит Кирский, Иероним Стридонский считали Севира преемником Татиана.
Учение Татиана это одно из направлений гностицизма. Несмотря на то, что Татиан был учеником мученика Иустина, после смерти Иустина он создал своё своеобразное учение.
Ириней Лионский, Ипполит Римский, Климент Александрийский писали о том, что согласно учению татиан существуют невидимые эоны, они как Валентин, объясняли слова в книге Бытия «да будет свет» как просьбу демиурга к высшему Богу, отрицали возможность спасения Адама, как главы непослушания, отвергали брак, считая его блудом, осуждали употребление мяса и вина. Татиане допускал употребление святых тайн, но совершали литургию только на воде, а не на вине. В этом (использование одной воды) их примеру следовали энкратиты.
Иероним Стридонский приписывает татианам докетический образ мыслей о плоти Христа.
Татиан составил сводное четвероевангелие (др.-греч. τὸ διὰ τεσσάρων εὐαγγἐλιον), которое называется Евангелием от евреев; этой книгой пользовались татиане.